# Martin Rücklin
Martin Rücklin (né en 1972) est un paléontologue allemand, spécialiste des vertébrés, en incluant les poissons préhistoriques.

## Biographie
Il a reçu sa formation à la Université Eberhard Karl de Tübingen, dans le land de Bade-Wurtemberg, en Allemagne.
Il est employé au musée Naturalis de Leiden, en Hollande-Méridionale, aux Pays-Bas.
En 2014, il a écrit avec Philip C. J. Donoghue une revue bibliographique sur l'évolution des dents chez les vertébrés, analysant les hypothèses dites inside out (apparition de dents dans la bouche, puis migration sous la forme d'odontodes sur la peau) ou outside in (apparition des odontodes sur la peau puis migration de ceux-ci dans la cavité buccale), depuis les formes les plus anciennes telles que les conodontes et autres poissons agnathes jusqu'aux poissons gnathostomes.
En 2915, il décrit l'espèce tyee Driscollaspis pankowskiorum de placodermes arthrodires dans des terrains du Dévonien tardif, au Maroc.

## Publications
- (en) Rücklin M., 2008. Placoderms from the Frasnian Kellwasser facies of southern Morocco.
- (en) Donoghue P.C.J. & Rücklin M., 2014. The ins and outs of the evolutionary origin of teeth. Evolution & Development, 18(1), September 2014, DOI 10.1111/ede.12099.
- (en) Rücklin M., Long J.A. & Trinajstic K., 2015. A new selenosteid arthrodire (‘Placodermi’) from the Late Devonian of Morocco". Journal of Vertebrate Paleontology, 35 (2): e908896. DOI 10.1080/02724634.2014.908896.